# Hiawathas Hasenjagd
Hiawathas Hasenjagd (Originaltitel: Hiawatha’s Rabbit Hunt) ist ein US-amerikanischer Zeichentrick-Kurzfilm von Friz Freleng aus dem Jahr 1941.

## Handlung
Bugs Bunny sitzt eine Möhre kauend an einem Fluss und liest sich laut The Song of Hiawatha vor, – die Geschichte von einem Indianer, der einen Hasen jagt. Prompt kommt ein Indianer den Fluss heraufgerudert und Bugs Bunny erkennt, dass folglich er selbst der Hase sein muss. Er flüchtet. Der Indianer Hiawatha plant in der Tat, einen Hasen zu fangen. Er hat einen großen Kessel mit Wasser aufgesetzt und folgt nun einer Hasenspur, die wiederum direkt zum Kessel führt: Bugs Bunny nimmt darin ein Bad und ist erfreut, als Hiawatha unter dem Kessel ein Feuer entzündet, da warmes Badewasser besser ist als kaltes. Als er vor sich hinträumt, dass auch er Appetit auf Hase habe, und Hiawatha bereits geschnittene Möhren ins Wasser gibt, merkt er, dass er gekocht werden soll und flüchtet erneut.
Hiawatha beginnt mit einer neuen Taktik und will Bugs Bunny fesseln. Am Ende landet er selbst gefesselt an einem Baumstamm, Bugs Bunny führt um ihn einen Indianertanz auf, küsst ihn begeistert auf die Stirn und verschwindet. Obwohl es kurze Zeit darauf aussieht, als würde Hiawatha Bugs Bunny erlegen können, fällt der Indianer am Ende unsanft eine Klippe hinunter und der Hase frohlockt. Hiawatha zerbricht wütend seinen Bogen und fährt davon, während Bugs Bunny ebendieses Ende des Liedes von Hiawatha zitiert. Der Indianer kommt jedoch noch einmal kurz zurück und küsst den verdutzten Hasen auf die Stirn.

## Hintergrund
Der Film kam am 7. Juni 1941 als Teil der Warner-Bros.-Trickfilmreihe Merrie Melodies in die Kinos. Er bezieht sich in Teilen auf das Gedicht The Song of Hiawatha von Henry Wadsworth Longfellow. Für Friz Freleng war es das Regiedebüt in einem Bugs-Bunny-Film. Die Stimmen von Bugs Bunny und Hiawatha wurden in der englischsprachigen Originalversion von Mel Blanc gesprochen. Eine deutschsprachige Version des Cartoons sendete die ARD unter dem Titel Hiawathas Hasenjagd, in der Bugs Bunny von Gerd Vespermann gesprochen wird. Beide Versionen sind in der am 12. August 2014 erschienenen Blu-ray Looney Tunes Platinum Collection: Volume 3 enthalten.

## Auszeichnungen
Der Film wurde 1942 für einen Oscar in der Kategorie „Bester animierter Kurzfilm“ nominiert, konnte sich jedoch nicht gegen Der herzlose Retter durchsetzen.